# Palyna praegrandis
Palyna praegrandis är en fjärilsart som beskrevs av Achille Guenée 1852. Palyna praegrandis ingår i släktet Palyna och familjen nattflyn. Inga underarter finns listade i Catalogue of Life.